# Hōjōki
Das Hōjōki (japanisch 方丈記 ‚Aufzeichnungen aus meiner Hütte‘) von Kamo no Chōmei (1153–1216) gilt als eines von drei Meisterwerken in der literarischen Gattung der Zuihitsu (Miszellenliteratur). Dieses kurze, aber sehr vielschichtige Werk, das auch als Meisterwerk Chōmeis gilt, wurde 1212, in der ausgehenden Heian-Zeit und in der beginnenden Kamakura-Zeit vollendet.
Die Entstehungszeit dieser Aufzeichnung war geprägt vom Verfall der höfischen Kultur in der Heian-Zeit, von den politischen Wirren um den Gempei-Krieg zwischen dem Geschlecht der Minamoto und der Taira, dem Aufkommen neuer Strukturen wie der Übernahme der Macht durch den Kriegsadel (Buke) und dem Vordringen der buddhistischen Schule vom Reinen Land (Jōdo-shū). Die Umwälzungen jener Zeit führten zum Verfall der Sitten, zu einer allgemeinen Verunsicherung und Zukunftsangst der Menschen. Das Hōjōki schildert in essayistisch dichter Form die Endzeitstimmung jener Tage und es verwebt persönliches Schicksal, historische Fakten und den Verlust des religiösen Halts zu einem der vielschichtigsten Werke des japanischen Mittelalters.

## Überblick
Die deutsche Textfassung ist im Unterschied zur japanischen in fünf Abschnitte gegliedert. Tagebuchartig wird durchgängig aus der Ich-Perspektive erzählt. Literarisches Vorbild für das Hōjōki war das Prosawerk „Chiteiki“ (池亭記, 982) von Yoshishigeno Yasutane (慶滋保胤).

## Inhalt
Der erste, sehr kurze und nur zwei Seiten umfassende Abschnitt gibt eines der beiden Grundthemen vor. Es ist eine Wehklage über die Vergänglichkeit der Dinge und des Lebens.
„Ferner, wer vermag zu erklären, wofür der Mensch sich so plagt, eine Behausung zu schaffen, wenn sie doch letztlich vergänglich ist, und wie diese ihm solch eine Beglückung sein kann? Dabei scheint es, als ob Herr und Haus darüber stritten, wer von beiden wohl zuerst vergehe“
Im zweiten Abschnitt erfährt der Leser zunächst von gewaltigen Naturkatastrophen, die sich in den circa 40 Lebensjahren des Erzählers zugetragen haben. Von einem verheerenden Brand im Jahr 1175 der ein Drittel der Hauptstadt Kyōtō in Schutt und Asche legte, ist die Rede. Der Feuersbrunst folgte 1180 ein Wirbelsturm, der wie der „Wind des Karama, der in der Hölle braust“ Häuser mit sich riss und Verderben mit sich brachte. Als wäre dies nicht genug Elend, folgte den Naturkatastrophen der Beginn des politischen und sozialen Untergangs. Nach 400 Jahren Kontinuität und Prosperität wurde die Hauptstadt von Kyōtō nach Fukuhara verlegt mit gravierenden Folgen für die Bevölkerung. Bemüht im Schutze des Machtzentrums zu verbleiben, rissen die Menschen hastig ihre Häuser ein und verbrachten sie in die neue Hauptstadt. „Diejenigen, die sagten, daß all diese Veränderungen wohl Vorzeichen größerer politischer Wirren seien, sollten recht behalten.“ Die Situation ward zusehends prekärer als 1181–82 Dürre und Taifune das Land beutelten und zu Hunger und dem Ausbruch einer Seuche führten. Die Not führte zum Zusammenbruch der Ordnung, Tempel wurden beraubt und zerbrochen; am Ende sind mehr als 42.300 Tote zu beklagen. Als sich 1185 auch noch ein Jahrhundert-Erdbeben ereignete, war jedermann davon überzeugt, dass der Untergang der Welt bereits im Gange war. In diesem Textabschnitt macht Kamo no Chōmei inmitten des Katastrophenszenarios aber auch einen ersten Verweis auf den Buddhismus. Er berichtet von Abt Ryugō, der sich einzig um die Toten kümmert, indem er ihnen in Sanskrit den Namen Amidas auf die Stirn schreibt.
In Abschnitt drei wendet sich der Erzähler vom weltlichen Desaster ab und berichtet von seiner eigenen Lebensgeschichte. Einst mit Rang und Namen bekleidet, führte er bis zu seinem dreißigsten Lebensjahr ein behagliches und angenehmes Leben. Durch politische Widrigkeiten um seine Stellung gebracht, in der vierten Dekade seines Lebens mit den zuvor geschilderten Katastrophen konfrontiert, entschloss er sich auf Wanderschaft zu gehen und in der fünften Dekade seines Lebens ein Schüler Buddhas zu werden. Nun, da er sein 60-stes Lebensjahr in der Gegenwart der Erzählzeit erreicht hat, zieht er sich in eine selbst gebaute Hütte zurück. Hütte und Inventar werden detailliert geschildert, was für die religiös-geistesgeschichtliche Lesart des Textes bedeutsam ist. Neben einer Schlafstelle befinden sich das Lotos-Sutra, eine Koto, ein Biwa und die Bildnisse des auf einem Elefanten reitenden Bodhisvattva und des Amida Buddha in der kargen Behausung. Der Erzähler gewährt Einblick in sein spirituelles und weltliches Leben, indem er vom mühevollen Rezitieren des Nembutsu erzählt, vom Lautenlied des chinesischen Dichters Po Chu-i und den Biwa-Liedern Minamoto no Tsunenobus, die er sich zu eigen macht. Er erzählt von Spaziergängen zur Hütte Seminarus, einem erblindeten und verbannten Sohn des Tennō Daigo und Genius des Biwa-Spiels.
Der vorletzte Abschnitt ist eine Lobpreisung der Einsamkeit und Kargheit der Lebensführung. „Ein Gewand aus Glyzinienbast, Bettzeug aus Hanfleinen“ und das, was die Natur als Essensgabe darreicht, genügen dem einsiedelnden Erzähler. Mit Bezug auf die „Drei-Welten-Lehre“ erteilt er Ruhm und Reichtum vordergründig eine Absage.
Der letzte Abschnitt, ebenso kurz wie der einleitende erste, ist weniger erzählend als mehr zweifelnd und fragend aufgebaut. Im weltlichen Leben geschmäht und gescheitert, die religiöse Erleuchtung nicht erreicht zu haben, lässt den Erzähler nach den „Gründen seiner Schwäche“ fragen und am Sinn seines Daseins zweifeln.
Eine Datierungsnotiz: „Niedergeschrieben von dem shami Ren'in am letzten Tag des Monats im zweiten Jahr Kenryaku (1212) in seiner Hütte auf dem Berg Tōyama.“ folgt und beschließt damit das Hōjōki.

### Geschichtlicher Hintergrund

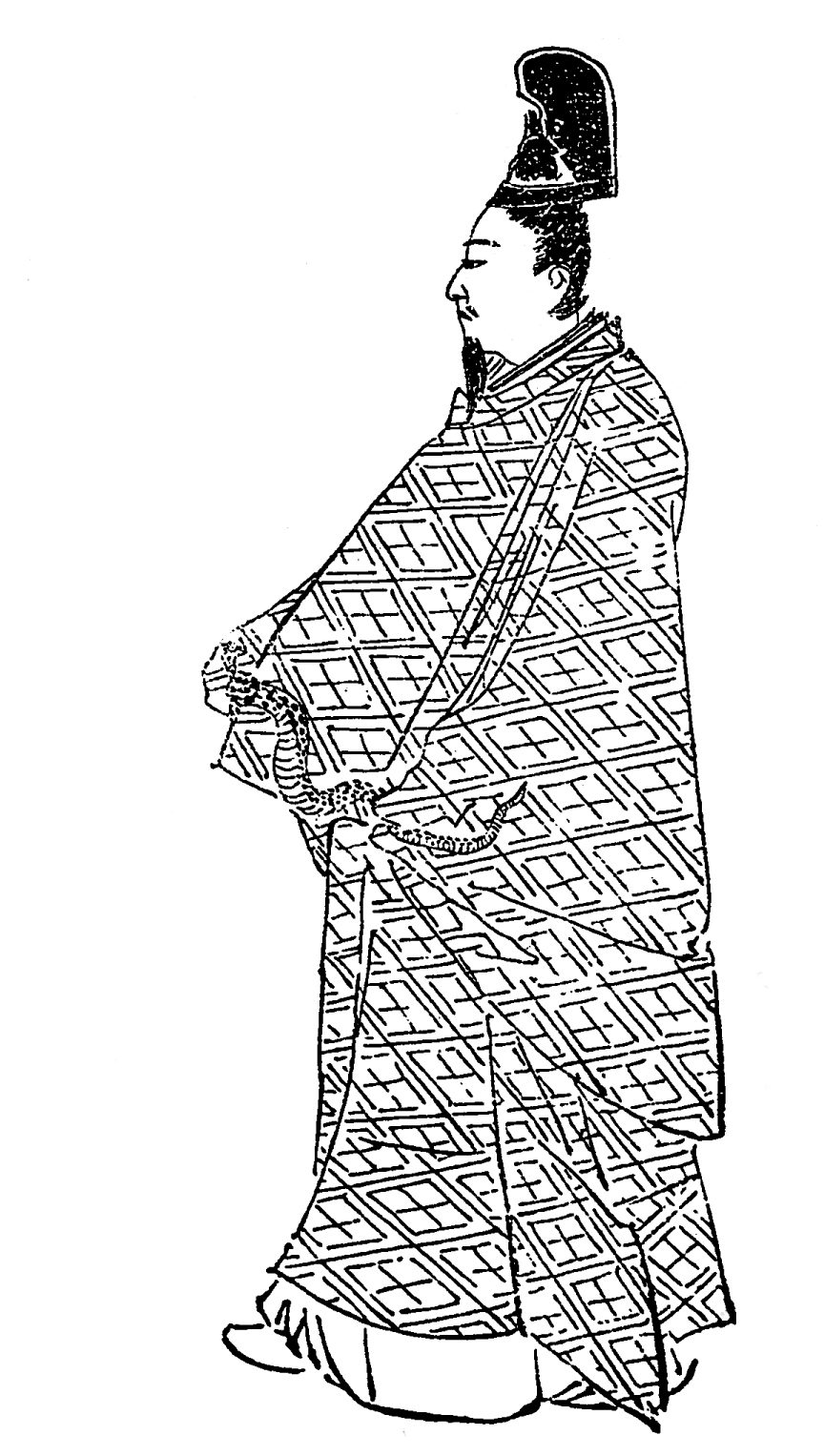
Porträt von Taira no Shigemori, Edo-Zeit von Kikuchi Yōsai

### Geistesgeschichtlicher Hintergrund

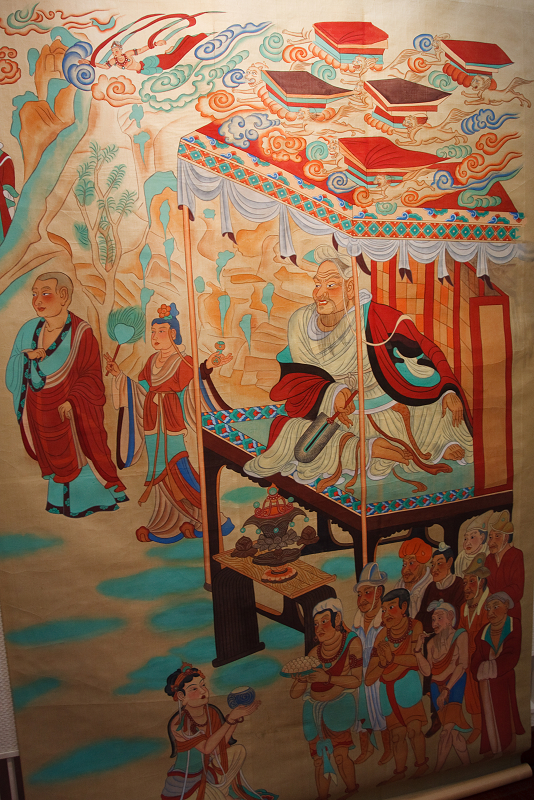
Vimalakirti